# Graphe paranomon
Graphe paranomon (stgr. γραφὴ παρανόμων) – procedura prawna w starożytnych Atenach pozwalająca na oskarżenie przed dikasterionem wnioskodawcy uchwały niezgodnej z obowiązującym prawem, bądź niepożądanej z innych powodów. Znanych jest 39 przypadków jej wykorzystania w okresie klasycznym, najstarszy z 415 roku p.n.e. Najczęściej podważane były dekrety honoryfikacyjne. Wnioskodawcy dekretu groziła grzywna, której wysokość mogła spowodować utratę praw obywatelskich.

## Historia
Występujące w źródłach historycznych wzmianki dotyczące graphe paranomon dotyczą okresu wojny peloponeskiej, zaś najwcześniejszą pewną datą jej zastosowania jest rok 415 p.n.e. W opinii historyków procedura przejmowała część kompetencji odebranych w 462 roku Areopagowi w wyniku reform Efialtesa bądź miała być zastępstwem ostracyzmu. Według Hansena na drugą opcję wskazuje zbieżność w czasie pojawienia się graphe paranomon z ostatnim przypadkiem ateńskiego ostracyzmu, temu poglądowi przeciwstawia się Marek Węcowski argumentując to inną funkcją ostracyzmu.
Graphe paranomon było uważane przez Ateńczyków za jeden z filarów demokracji. Wiąże się to ściśle z momentami, w których procedura ta zostawała zawieszana – w wyniku przewrotu oligarchicznego w 411 roku, następnie przez Trzydziestu Tyranów w 404 roku. Ostatecznie funkcje procedury przejęło kolegium strażników praw (nomophylakes) – spowodował to po swoim dojściu do władzy w 317 roku. Demetriusz z Faleronu. Znane są jednak i przypadki wykorzystania procedury po tej dacie – na przykład oskarżenie Filona przeciw Sofoklesowi z 306 roku.

## Przebieg
W ramach procedury graphe paranomon skargę złożyć mógł każdy niepozbawiony praw obywatelskich Ateńczyk. Mógł tego dokonać zarówno w czasie debaty nad zaskarżaną ustawą, jak i już po jej uchwaleniu przez eklezję. Oskarżyciel składał przysięgę (hypomesia) i stwierdzał niezgodność ustawy z obowiązującym prawem. Oskarżenie to przerywało debatę na eklezji, a w przypadku ustaw już uchwalonych zawieszało ich obowiązywanie. Pod groźbą kary za zaniechanie oskarżenia (1000 drachm i zakaz wykorzystania tej procedury w przyszłości) oskarżyciel musiał przekazać pisemną skargę na ręce tesmotety. Skarga, w której oskarżonym był zawsze obywatel wnoszący projekt ustawy, musiała zawierać powód niezgodności zgłoszonej ustawy z prawem. Powody mogły być zarówno formalne, jak i merytoryczne. Do formalnych zaliczyć można brak uprawnień oskarżonego wnioskodawcy do uczestnictwa w eklezji oraz brak wcześniejszej rekomendacji Rady Pięciuset dla projektu. Merytoryczne powody odnosiły się do treści danej ustawy, przy czym zdarzało się, że oskarżyciel powoływał się na jej sprzeczność nie tylko z konkretnymi prawami, ale też ogólnymi zasadami demokracji, a czasami nawet po prostu na jej szkodliwość.
Skargę rozpatrywał dikasterion. Standardowo jego skład stanowiło 501 sędziów, mógł być powiększany o kolejnych 500 dowolną liczbę razy (dopóki pozwalała na to liczba obecnych sędziów). Jeżeli większość sędziów opowiedziała się za zasadnością oskarżenia, uchwała została unieważniona. Jeżeli od złożenia wniosku na eklezji nie minął rok, oskarżony ponosił karę. Najczęściej stosowano grzywnę (kara śmierci pojawia się w źródłach jako potencjalna, bez przypadków użycia), przy czym jej rozmiar wahał się od sum symbolicznych, do praktycznie niemożliwych do zapłacenia przez obywatela (co pociągało utratę części jego praw). W przypadku trzykrotnego skazania oskarżony nakładano dodatkowo pełną atimię. Jeśli dikasterion uznał uchwałę za zgodną z prawem, wchodziła ona w życie. Wedle naszej wiedzy opartej na jednym przypadku (graphe paranomon przeciw Euktemonowi z 353 roku), działo się tak nawet w sytuacji, gdy zaskarżenie na drodze graphe paranomon odbyło się jeszcze przed przyjęciem ustawy przez eklezję.

## Przypadki użycia
Znanych jest 39 konkretnych przypadków wykorzystania procedury graphe paranomon w klasycznych Atenach. O powszechności procedury świadczy trzecia mowa Ajschinesa (Przeciw Ktezyfontowi, rozdział 194), która przekazuje stwierdzenia Aristofona z Azenii, że aż 75 razy bronił się przed oskarżeniami o proponowanie niezgodnych z prawem ustaw. W tej samej mowie Aristofanowi przeciwstawia wyjątkowy przykład Kefalosa, który mimo zgłoszenia wielu nowych wniosków, nigdy nie został zaskarżony przy użyciu tej procedury. O wielokrotnym podleganiu oskarżeniom publicznym (w tym graphe paranomon) po bitwie pod Cheroneą mówi w mowie O wieńcu.
Szczególnie często zaskarżanymi wnioskami (przynajmniej 20 przypadków z 39 znanych) były dekrety honoryfikacyjne i wnioski o nadanie obywatelstwa. Oskarżyciel udowadniał wtedy, że osoba której dotyczył wniosek nie jest godna proponowanego przez wnioskodawcę zaszczytu. W przypadku gdy wniosek złożony przez mniej wpływowego polityka miał uhonorować polityka popularnego, oskarżyciel w swej mowie niewiele miejsca poświęcał osobie wnioskodawcy. Inaczej wyglądała sytuacja, gdy popularny polityk składał wniosek o uhonorowanie mniej znanej osoby – wtedy sam stawał się ofiarą ataku oskarżyciela. Oskarżenie mogło też uderzać w grupę polityków, gdy wnioskodawca dekretu i jego beneficjent należeli do jednego stronnictwa.
| Datowanie         | Oskarżyciel                                                                           | Oskarżony                                                                              | Podważona ustawa lub propozycja |
| ----------------- | ------------------------------------------------------------------------------------- | -------------------------------------------------------------------------------------- | --- |
| 415               | Leogoras z Kydafenajon                                                                | Speusippos                                                                             | Zarządzenie o aresztowaniu Leograsa za udział w profanacji misteriów. |
| przed latem 414   | Antyfont                                                                              | Demostenes                                                                             | Dekret honoryfikacyjny dotyczący bitwy morskiej (?). |
| jesień 406        | Euryptolemos z Alepeke i inni                                                         | Kallixenos                                                                             | Propozycja zbiorczego skazania na śmierć ośmiu strategów uczestniczących w bitwie pod Arginuzami z pominięciem procesu sądowego.                                                                               |
| 403–401           | Archinos                                                                              | Trazybul, Lizjasz napisał mowę lub wystąpił w obronie                                  | Propozycja nadania obywatelstwa wszystkim (włącznie z niewolnikami), którzy brali udział w przywróceniu demokracji.                                                                                            |
| 403–401           | nieznany, Lizjasz napisał mowę                                                        | Teozotides                                                                             | Ustawa zapewniająca szczególną opiekę sierotom, których ojcowie polegli w obronie demokracji. |
| 400–380           | Kinezjasz                                                                             | Fanias, Lizjasz napisał mowę                                                           | nieznana |
| 376/375           | Leodamas                                                                              | nieznany                                                                               | Dekret honoryfikacyjny dla Chabriasa w związku z bitwą pod Naksos. |
| 375/374           | nieznany                                                                              | nieznany                                                                               | Dekret honoryfikacyjny dla Tymoteusza w związku ze zwycięstwem pod Alyzją. |
| 371/370           | Harmodios                                                                             | nieznany, Ifikrates przemawia w obronie                                                | Dekret honoryfikacyjny dla Ifikratesa. |
| 363/362           | Hyperejdes                                                                            | Aristofon z Azeni                                                                      | Uchwała dotycząca podporządkowania Keos Atenom (?). |
| 357–342           | Hegesippos z Sunion                                                                   | Kallippos                                                                              | Uchwała dotycząca stosunków z Kardią. |
| 355/354           | Euktemon, współoskarżał Diodor z mową Przeciw Androtionowi napisaną przez Demostenesa | Androtion                                                                              | Dekret honoryfikacyjny dla ustępującej rady, w której Androtion zasiadał. |
| skirophorion 353  | Androtion, Glauketes i Melanopos                                                      | Euktemon                                                                               | Uchwała nakładająca na tierarchów Archebiosa i Lysitheidesa opłatę w wysokości 9,5 talentów, którą ci mieli prawo scedować na Androtiona, Glauketesa i Melanoposa.                                             |
| 352/351           | Euthykles z Thria, mowę Przeciw Arystokratesowi napisał Demostenes                    | Arystokrates                                                                           | Dekret honoryfikacyjny dla Charidemosa z Acharnai. Dekret przewidywał specjalne postępowanie prawne w przypadku zabójstwa Charidemesa.                                                                         |
| 349 (?)           | nieznany                                                                              | nieznany                                                                               | Dekret przyznający prawa obywatelskie Apollonidesowi z Olintu. |
| 349 (?)           | nieznany                                                                              | nieznany                                                                               | Dekret przyznający prawa obywatelskie Peitholaosowi z Ferai. |
| 348               | Lykinos, współoskarżał Demostenes                                                     | Filokrates                                                                             | Uchwała dopuszczająca posłów Filipa II do rokowań pokojowych w Atenach. |
| 349/348           | Stephanos z Eroiadai                                                                  | Apollodoros z Acharnai                                                                 | Uchwała przekazująca eklezji decyzję co do przeznaczenia nadwyżek budżetowych. |
| przed 347         | nieznany                                                                              | Skiton                                                                                 | nieznana |
| przed 347         | nieznany                                                                              | Smikros                                                                                | nieznana |
| 357–340           | Charninos i Teokrines z Hybadai                                                       | Tukidydes                                                                              | Uchwała zatwierdzająca ustalenia stratega Charesa z Ainianami (Ainians), dotyczące ich wpłat na rzecz II Związku Morskiego.                                                                                    |
| 357–340           | Teokrines z Hybadai                                                                   | Demostenes z Pajanii                                                                   | Bliżej nieznana, prawdopodobnie powiązana z ustawą Tukidydesa. |
| 350–340           | Teokrines z Hybadai                                                                   | ojciec Epicharesa                                                                      | Dekret honoryfikacyjny dla Charidemosa, syna Ischomachosa. Dekret przewidywał darmowe posiłki w prytanejonie, został jednak zaatakowany jako niekorzystny dla Charidemosa, który tracił dom i prawo do spadku. |
| przed 340         | Teokrines z Hybadai                                                                   | Antymedon                                                                              | Dekret na rzecz mieszkańców Tenedy. |
| 340               | nieznany                                                                              | Demostenes z Pajanii                                                                   | Uchwała dotycząca rozpoczęcia prac nad zmianą prawa o trierarchii. |
| 338               | Diondas                                                                               | Hyperejdes z Kollytos i Demomeles z Pajanii                                            | Dekret honoryfikacyjny dla Demostenesa z Pajanii. |
| 338/337           | Aristogejton                                                                          | Hyperejdes z Kollytos                                                                  | Propozycja nadania praw obywatelskich metojkom i wyzwolenia niewolników w celu obrony przed Filipem II. |
| 338–336           | Hyperejdes z Kollytos                                                                 | Demades z Pajanii                                                                      | Dekret honoryfikacyjny dla Eutykratesa z Olintu, zakładał nadanie ateńskiego obywatelstwa i inne honory. |
| 335–330           | Phanostratos, współoskarżał Demostenes z mową Przeciw Aristogejtonowi                 | Aristogejton                                                                           | Dekret zakładający między innymi egzekucję Hieroklesa bez sądu, jeżeli przyzna się do zarzucanych mu czynów.                                                                                                   |
| 330/329           | Ajschines z mową Przeciw Ktezyfontowi                                                 | Ktezyfont, w obronie przemawiał Demostenes z mową W obronie Ktezyfonta, czyli o wieńcu | Dekret honoryfikacyjny dla Demostenesa z Pajanii. |
| 336–335           | Polyeuktos z Sphettos                                                                 | Kefizodot, Likurg wystąpił w obronie                                                   | Dekret honoryfikacyjny dla Demadesa z Pajanii. |
| po śmierci Filipa | Hyperejdes z Kollytos                                                                 | Filippides, prawdopodobnie w obronie wystąpił Demokrates                               | Dekret honoryfikacyjny na rzecz dziewięciu proedroi, za których urzędowania uhonorowano Filipa II. |
| po 335            | nieznany, mowę napisał Dejnarchos                                                     | Stephanos z Eroiadai                                                                   | Uchwała dotycząca publicznej sieci wodociągowej. |
| po 330            | Hyperejdes z Kollytos                                                                 | nieznany                                                                               | Dekret honoryfikacyjny dla Euboulosa z Probalinthos. |
| 330–324           | Euksemippos                                                                           | Polyeuktos z Kydantidai                                                                | Uchwała dotycząca polityki wobec plemion Akamantis i Hippothontis oraz sanktuarium Amfiarejon w Oropos. |
| przed 324         | Likurg                                                                                | nieznany                                                                               | Dekret honoryfikacyjny. |
| nieznana          | Kallikrates                                                                           | Demostenes z Pajanii                                                                   | Nieznany. |
| po czerwcu 323    | nieznany                                                                              | Demades z Pajanii                                                                      | Uchwała uznająca Aleksandra Macedońskiego za boga. |
| przed 322         | Hyperejdes z Kollytos                                                                 | Meidias                                                                                | Dekret honoryfikacyjny dla Fokiona. |

## Znaczenie
Mogens Hansen zwraca uwagę na to, że graphe paranomon nie było skierowane przeciw Zgromadzeniu, które uchwaliło dany dekret, a przeciw mówcom, którzy takie dekrety proponowali. Mówcy ci musieli oszukać lud ateński, który według demokratycznej ideologii świadomie nie dopuściłby do sytuacji sprzecznej z prawem. W takiej interpretacji procedura ta służyła za obronę samego ustroju. Wykorzystujący ją politycy (Aischines, Teokrines, Demostenes) twierdzili nawet, że zniesienie graphe paranomon oznaczałoby koniec demokracji. Hansen zaznacza, iż procedura ta charakterystyczna była dla umiarkowanego rodzaju demokracji. Była używana zarówno w zwalczaniu tendencji oligarchistycznych, jak i radykalnych wniosków demokratów.
Rozwiązanie to doprowadziło do częstego zgłaszania propozycji przez mało znanych, podstawionych mówców. Politycy bronili się w ten sposób przed oskarżeniami, które mogły łatwo przerwać ich karierę. Zwłaszcza dekrety honoryfikacyjne zgłaszane przez mniej aktywnych polityków stawały się areną politycznych starć, w których atakowana osoba nie była oficjalnie stroną, przez co nie zagrażały jej żadne prawne konsekwencje.
Według Hansena graphe paranomon świadczyło o tym, że w IV wieku p.n.e. to dikasterion – a nie eklezja – był w ateńskiej polis organem suwerennym i nadrzędnym.

## Graphe nomon me epitedeion theinai
Analogiczną procedurą wobec graphe paranomon była graphe nomon me epitedeion theinai. Powstała ona po 403/402 roku p.n.e. i podlegały jej projekty praw niezgodnych z obowiązującym prawem (wcześniej rozpatrywane w ramach graphe paranomon). Obie procedury przebiegały identycznie. Znamy sześć przypadków wykorzystania graphe nomon me epitedeion theinai, w jednym z nich winnego ukarano karą śmierci.

## Analogiczne procedury w innych polis
Dzięki pośrednictwu Plutarcha znany jest przypadek wykorzystania analogicznej do ateńskiej procedury w Tebach. Pelopidas oskarżył Menekleidesa o proponowanie niezgodnych z prawem rozwiązań (psephisma graphetai paranomon). Menekleides został uznany winnym, w wyniku nałożonej grzywny wycofał się z życia politycznego. W Syrakuzach archonci mieli prawo ukarać grzywną mówcę podburzającego tłum do działania niezgodnego z prawem (kata tous nomous hos thorubenta). Wykorzystanie tych prerogatyw poświadczone jest u Diodora Sycylijskiego – przedstawia on zgromadzenie z 406 roku p.n.e., na którym późniejszy tyran Dionizjos sugerował zebranym niezgodne z prawem, natychmiastowe ukaranie oskarżonych o zdradę dowódców. Ukaranie grzywną nie przerwało zabiegów Dionizosa, gdyż Filistus zobowiązał się do opłacenia wszystkich grzywien, jakie zostaną nałożone na mówcę tego dnia.
Według Hansena unikalną cechą ateńskiej procedury graphe paranomon była możliwość anulowania uchwał przyjętych wcześniej na zgromadzeniu.